# CA-170
La CA-170 es una carretera autonómica de Cantabria perteneciente a la Red Primaria. Tiene su origen en el núcleo de Barros, término municipal de Los Corrales de Buelna y su final en Aés (Puente Viesgo); conectando las carreteras nacionales N-611 y N-623, constituyendo un eje de comunicación entre los valles del Besaya y Pas. Alcanza una cota máxima de 295 m s. n. m..
A lo largo de su recorrido atraviesa, además de los municipios ya indicados, el término municipal de San Felices de Buelna.

## Nomenclatura

Indicador

Su nombre está formado por las iniciales CA, que indica que es una carretera autonómica de Cantabria, y el dígito 170 es el número que recibe según el orden de nomenclaturas de las carreteras de la comunidad autónoma. La centena 1 indica que pertenece a la Red Primaria y la decena 7 indica que se encuentra situada en el sector comprendido entre las carreteras nacionales N-634 al norte, N-611 al oeste y N-623 al este, y los límites con las provincias de Burgos y Palencia al sur.

## Historia
Su denominación anterior era S-602.

## Recorrido y puntos de interés
En este apartado se aporta la información sobre cada una de las intersecciones de la CA-170 así como otras informaciones de interés.
| Esquema | PK   | Sentido Puente Viesgo (creciente) | Sentido Puente Viesgo (creciente) | Sentido Puente Viesgo (creciente) | Sentido Puente Viesgo (creciente)  | Sentido Los Corrales de Buelna (decreciente)                             | Sentido Los Corrales de Buelna (decreciente) | Sentido Los Corrales de Buelna (decreciente) | Sentido Los Corrales de Buelna (decreciente) | Incidencias |
| Esquema | PK   | Velocidad                         | Elemento                          | Salida                            | Salida                             | Salida                                                                   | Salida                                       | Elemento                                     | Velocidad                                    | Incidencias |
| Esquema | PK   | Velocidad                         | Elemento                          | Dir.                              | Nombre                             | Nombre                                                                   | Dir.                                         | Elemento                                     | Velocidad                                    | Incidencias |
| ------- | ---- | --------------------------------- | --------------------------------- | --------------------------------- | ---------------------------------- | ------------------------------------------------------------------------ | -------------------------------------------- | -------------------------------------------- | -------------------------------------------- | ----------- |
|         | 0,0  |                                   |                                   |                                   | CA-170 PUENTE VIESGO               | N-611 BARROS LOS CORRALES DE BUELNA A-67 SANTANDER PALENCIA              |                                              |                                              |                                              |             |
|         | 0,0  | Polígono de Barros                | N-611 LAS CALDAS DE BESAYA        |                                   |                                    |                                                                          |                                              |                                              |                                              |             |
|         | 0,4  |                                   |                                   | FFCC Palencia-Santander           | FFCC Palencia-Santander            | FFCC Palencia-Santander                                                  | FFCC Palencia-Santander                      |                                              |                                              |             |
|         | 0,9  |                                   | Arroyo Rebujas o San Mateo        | Arroyo Rebujas o San Mateo        | Arroyo Rebujas o San Mateo         | Arroyo Rebujas o San Mateo                                               |                                              |                                              |                                              |             |
|         | 1,0  |                                   |                                   |                                   | CA-170 PUENTE VIESGO               | A-67 SANTANDER PALENCIA CA-170 LOS CORRALES DE BUELNA Polígono de Barros |                                              |                                              |                                              |             |
|         | 1,0  | planta de hormigón                |                                   |                                   |                                    |                                                                          |                                              |                                              |                                              |             |
|         | 0,9  |                                   |                                   | Viaducto de Buelna Río Besaya     | Viaducto de Buelna Río Besaya      | Viaducto de Buelna Río Besaya                                            | Viaducto de Buelna Río Besaya                |                                              |                                              |             |
|         | 1,5  |                                   |                                   | SOVILLA RIVERO Torre de Pero Niño | SOVILLA RIVERO Torre de Pero Niño  |                                                                          |                                              |                                              |                                              |             |
|         | 3,2  |                                   |                                   | SOPENILLA                         | SOPENILLA                          | SOPENILLA                                                                | SOPENILLA                                    |                                              |                                              |             |
|         | 3,3  |                                   |                                   |                                   | CA-170 PUENTE VIESGO               | A-67 SANTANDER PALENCIA CA-170 LOS CORRALES DE BUELNA Polígono de Barros |                                              |                                              |                                              |             |
|         | 3,3  | CA-701 RIVERO                     |                                   |                                   |                                    |                                                                          |                                              |                                              |                                              |             |
|         | 3,3  | monte Dobra                       |                                   |                                   |                                    |                                                                          |                                              |                                              |                                              |             |
|         | 3,3  | CA-701 SOPENILLA                  |                                   |                                   |                                    |                                                                          |                                              |                                              |                                              |             |
|         | 3,4  |                                   |                                   | SOPENILLA                         | SOPENILLA                          | SOPENILLA                                                                | SOPENILLA                                    |                                              |                                              |             |
|         | 4,1  |                                   | Arroyo Barcenal                   | Arroyo Barcenal                   | Arroyo Barcenal                    | Arroyo Barcenal                                                          |                                              |                                              |                                              |             |
|         | 4,9  |                                   |                                   |                                   | CA-736 MATA LOS CORRALES DE BUELNA | CA-736 MATA LOS CORRALES DE BUELNA                                       |                                              |                                              |                                              |             |
|         | 7,1  |                                   |                                   |                                   | COHIÑO                             | COHIÑO                                                                   |                                              |                                              |                                              |             |
|         | 8,5  |                                   | Hijas                             | Hijas                             | Hijas                              | Hijas                                                                    |                                              |                                              |                                              |             |
|         | 8,5  | COHIÑO                            |                                   |                                   |                                    |                                                                          |                                              |                                              |                                              |             |
|         | 10,1 |                                   |                                   | CA-704 HIJAS LA MOLINA            | CA-704 HIJAS LA MOLINA             |                                                                          |                                              |                                              |                                              |             |
|         | 11,1 |                                   |                                   | Santa Ana                         | Santa Ana                          | Santa Ana                                                                | Santa Ana                                    |                                              |                                              |             |
|         | 11,1 |                                   | CA-600 CORROBÁRCENO               | CA-170 LOS CORRALES SAN FELICES   |                                    |                                                                          |                                              |                                              |                                              |             |
|         | 11,1 | N-623 BURGOS                      |                                   | CA-170 LOS CORRALES SAN FELICES   |                                    |                                                                          |                                              |                                              |                                              |             |
|         | 11,1 | N-623 SANTANDER PUENTE VIESGO     |                                   | CA-170 LOS CORRALES SAN FELICES   |                                    |                                                                          |                                              |                                              |                                              |             |